# Marie Zolamian

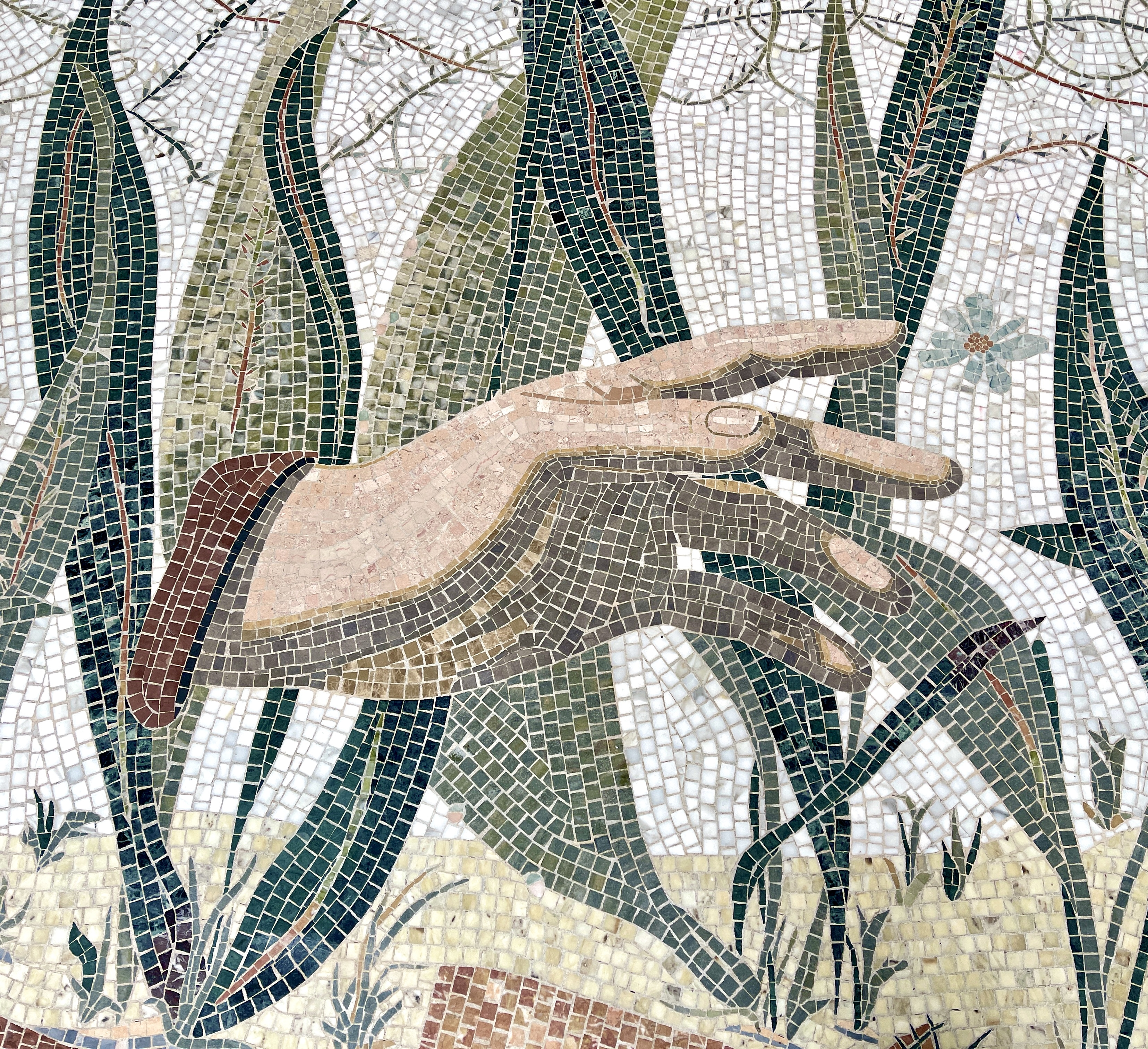

Marie Zolamian (Beiroet, 1975) is een Libanees beeldend kunstenaar, woonachtig in België.

## Biografie
Als 15-jarige ontvluchtte zij Libanon met haar familie en vestigde zich in België, waar zij woont en werkt in Luik. Tijdens een studie marketing stapte zij over op Beeldende Kunst aan de Koninklijke Academie voor Schone Kunsten van Luik en aan La Cambre in Brussel.

## Werk
Zolamian werkt in verschillende media met visuele sequenties, vertrekkend vanuit de schilderkunst. Ze beschrijft haar praktijk als 'een experimentele documentaire vorm van een fictieve etnologie'. Een belangrijk publiek werk is het ontwerp van een vloermozaïek bij de oorspronkelijke entree van het Antwerpse Museum voor Schone Kunsten (KMSKA) in 2017, in opdracht van het museum. Marie Zolamian stelde het zich voor als een compilatie, fragmenten van schilderijen uit de collecties van het Antwerpse museum en hersenschimmen. Het is het grootste vloermozaïek van de afgelopen 20 jaar gemaakt in Europa. Het bevat 480.000 steentjes, is drie ton zwaar en heeft een oppervlakte van 76 vierkante meter. Dit werk leidde tot een jarenlange controverse rond het auteurschap van het werk tussen Marie Zolamian, de ambachtslui van Mosaico di Due en de Vlaamse Gemeenschap. Zolamian daagde de Vlaamse Gemeenschap voor de rechter. Die oordeelde in juni 2022 dat Zolamian “exclusief het auteursrecht geniet op de mozaïektekening en de uitvoering ervan in het peristilium van het KMSKA”.